# Burke (Vermont)
Burke – miasto w Stanach Zjednoczonych, w stanie Vermont, w hrabstwie Caledonia.